# Celesta da Vinci
Mireya Yasmine Julia Derksen (Nijmegen, 19 juni 2000) is een Nederlandse classical crossover zangeres en componist en treedt op onder de artiestennaam Celesta da Vinci.

## Biografie
In 2017 deed Derksen mee aan de Duitse talentenjacht Das Supertalent . Dit werd uitgezonden door de Duitse zender RTL Television.
In 2020 behaalde ze de halve finale van het Nederlandse tv-programma We Want More .
Op 23 oktober 2022 bracht zij haar eigen compositie 'The Fantasy Rhapsody' uit . De zandschilderingen in de video van 'The Fantasy Rhapsody' zijn gemaakt door Gert van der Vijver, bekend als De Zandtovenaar.

## Discografie[7]
| nummer               | schrijvers                                         |
| -------------------- | -------------------------------------------------- |
| Fly Away             | Mireya Derksen, George Konings, Erik Groen         |
| Siren's Tune         | Mireya Derksen, George Konings, Erik Groen         |
| The Fantasy Rhapsody | Mireya Derksen                                     |
| Big Bang Drums       | Erik Groen, George Konings, Bruce R.F. Smith       |
| The Cry Of This Land | Henk Pool, Bruce R.F. Smith                        |
| Starlight Voyager    | Ralph van Manen, Bruce R.F. Smith, Mireya Derksen  |
| Ticket To Mars       | George Konings, Mireya Derksen                     |
| Far Away             | Robert D. Fisher, Bruce R.F. Smith                 |
| Gypsy Fire           | Peter Hägerås, Hannah Holgersson, Bruce R.F. Smith |